# غاري ويلسون
غاري ويلسون (بالإنجليزية: Garry Wilson)‏ (25 مارس 1963 بغلاسكو في المملكة المتحدة - ) هو مدرب كرة قدم ولاعب كرة قدم بريطاني في مركز الدفاع. لعب مع نادي سترنرير ‏ وهاستينغز يونايتد وKirkintilloch Rob Roy F.C. ‏ ونادي كوينز بارك.

## وصلات خارجية
- غاري ويلسون على موقع قاعدة بيانات كرة القدم.إي يو (الإنجليزية)